# Erlangen
Erlangen (cz. Erlanky) – miasto na prawach powiatu w Niemczech, w kraju związkowym Bawaria, w rejencji Środkowa Frankonia, w regionie Industrieregion Mittelfranken. Siedziba powiatu Erlangen-Höchstadt, mimo nieprzynależenia do powiatu. Leży nad rzekami Schwabach i Regnitz. Razem z miastami Norymberga i Fürth tworzy region metropolitalny Norymberga. W mieście odbywa się doroczny festiwal piwny Bergkirchweih. Miasto leży 280 m n.p.m.
W mieście znajduje się stacja kolejowa Erlangen. Erlangen jest współcześnie największym miastem na terenie Nowych Czech.

## Historia
- we wczesnym średniowieczu w okolicy przebiegała granica osadnictwa germańskiego i słowiańskiego
- pierwsze wzmianki w 1002 jako Villa erlangon
- 1017 – Erlangen w granicach księstwa biskupiego Bambergu[2]
- ok. 1100 – budowa kościoła św. Piotra i Pawła w dzielnicy Bruck
- 1288 – budowa kościoła Trójcy Świętej
- 1361 – zakup Erlangen przez króla Czech Karola Luksemburskiego[2] i inkorporacja do Korony Czeskiej
- 1374 – Karol Luksemburski zwolnił Erlangen z podatków na siedem lat
- 1398 – otrzymanie praw miejskich z rąk króla Czech Wacława IV
- ok. 1400 – budowa kościoła św. Sykstusa w dzielnicy Büchenbach
- 1402 – miasto w granicach Księstwa Kulmbach przekształconego w 1604 w Marchię Bayreuth
- 1686 – osiedlenie francuskich hugenotów[2] po zniesieniu edyktu nantejskiego i budowa dla nich kościoła francuskiego
- 1700 – budowa zamku margrabiów i Oranżeria
- 1722 – budowa kościoła nowomiejskiego
- 1728 – budowa kościoła niemiecko-reformowanego
- 1731 – budowa ratusza[2]
- 1743 – przeniesienie uniwersytetu z Bayreuth (obecnie Uniwersytet Fryderyka i Aleksandra w Erlangen i Norymberdze)
- 1792 – przyłączone do Królestwa Prus
- 1810 – przyłączone do Królestwa Bawarii[2]
- 1850 – budowa kościoła Najświętszego Serca Pana Jezusa
- 1871 – w granicach zjednoczonych Niemiec
- 1872 – ogłoszenie programu erlangeńskiego rozwoju geometrii
- 14 lipca 1995 – opublikowanie definicji standardu kodowania dźwięku mp3 przez IIS (Fraunhofer Institut für Integrierte Schaltungen)

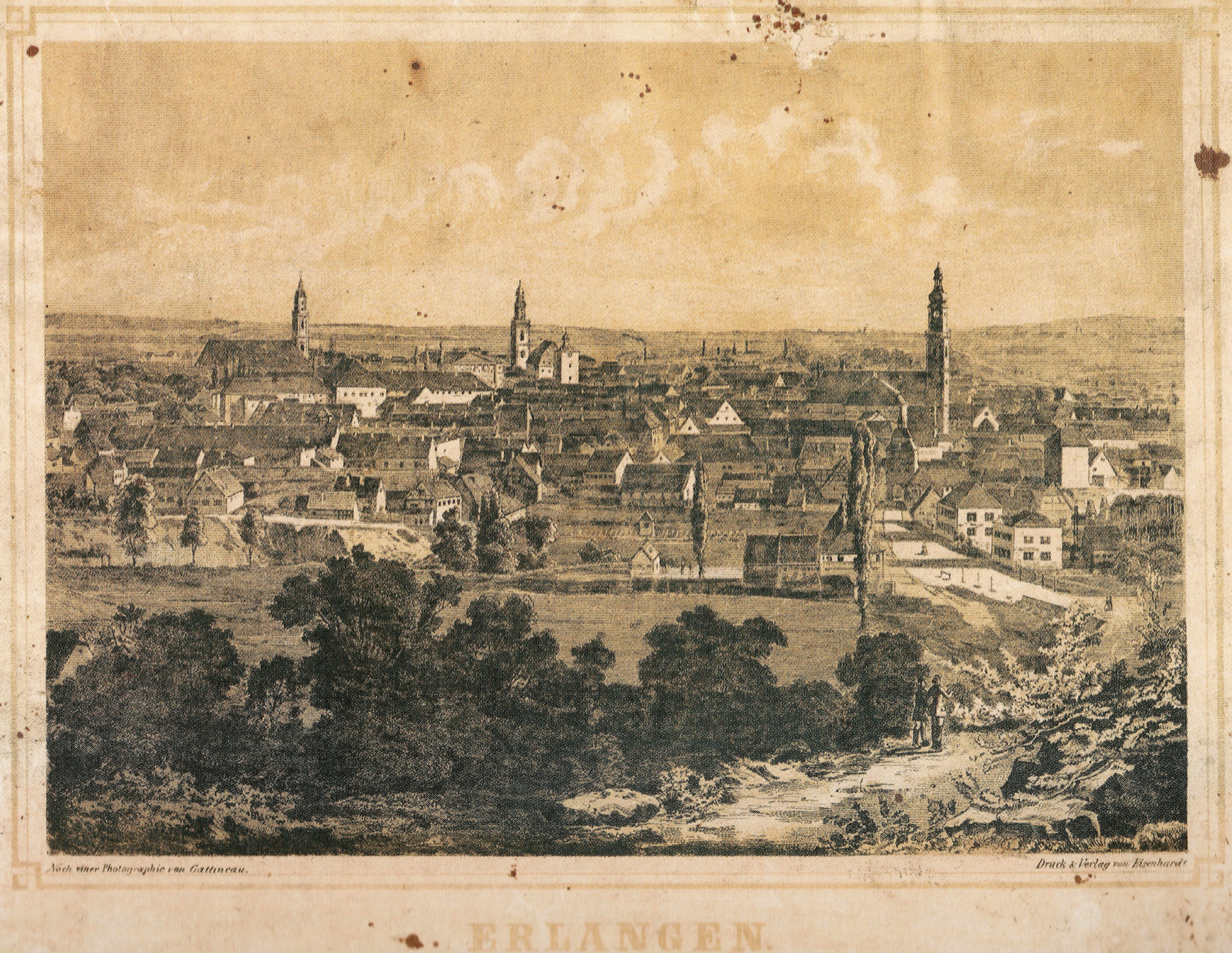
Erlangen w roku 1890

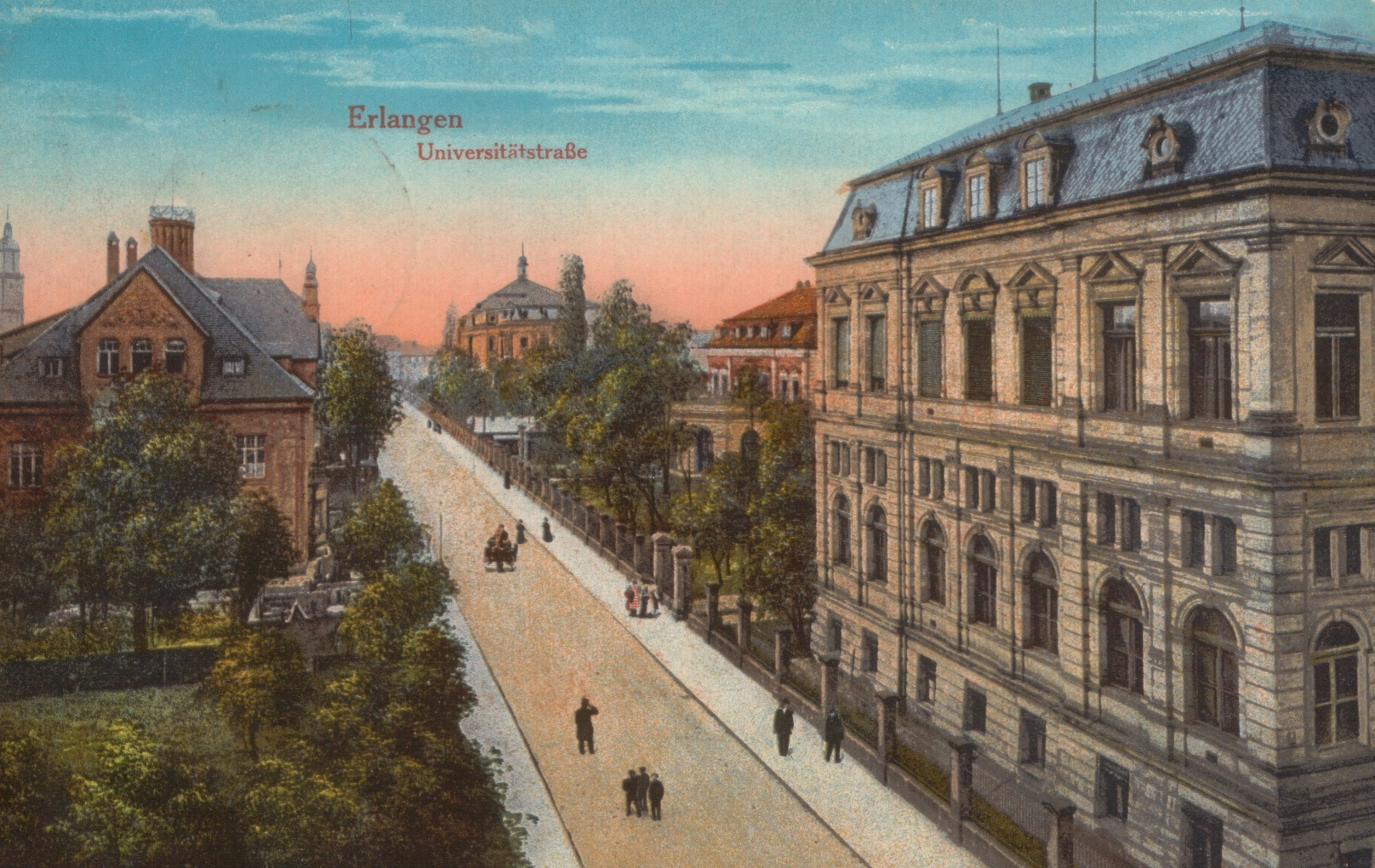
Erlangen około 1915

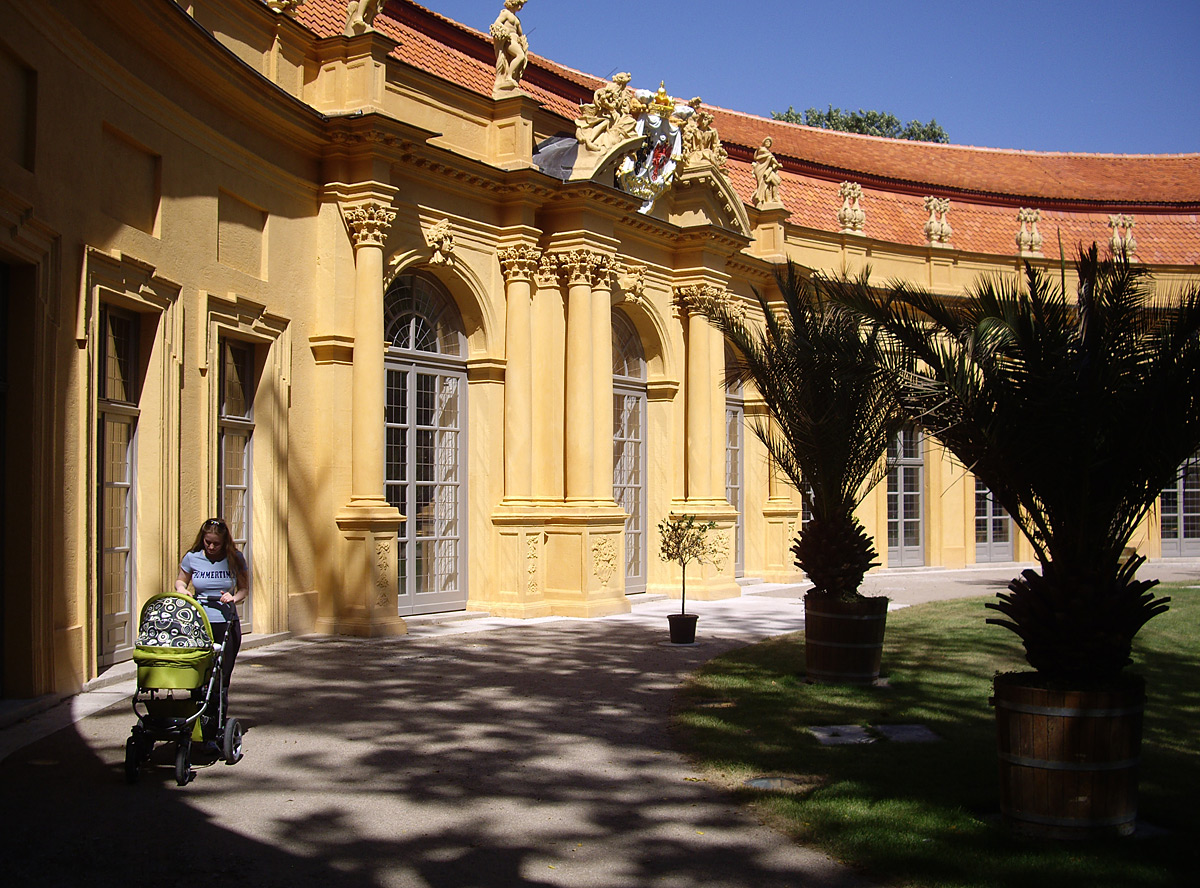
Oranżeria w ogrodach zamkowych

## Gospodarka
W Erlangen znajdują się liczne przedsiębiorstwa wchodzące w skład koncernu elektrotechnicznego Siemens AG. Znajduje się tu również placówka badawcza: zakłady cieplno-przepływowe firmy Areva. Ponadto w mieście rozwinął się przemysł bawełniany, papierniczy, spożywczy oraz pszczelarski.

## Edukacja
W mieście swoją główną siedzibę ma Uniwersytet Fryderyka i Aleksandra w Erlangen i Norymberdze (Friedrich-Alexander-Universität Erlangen-Nürnberg). Jest to uczelnia partnerska Uniwersytetu Jagiellońskiego.
Gimnazjum im. Chrystiana Ernsta (Christian-Ernst-Gymnasium) prowadzi od 1992 roku wymianę z II Liceum Ogólnokształcącym im. Mikołaja Kopernika w Mielcu.

## Współpraca
Miejscowości partnerskie:
- Adżman (Zjednoczone Emiraty Arabskie)
- Beşiktaş (Turcja)
- Chomutov (Czechy)
- Cumiana (Włochy)
- Eskilstuna (Szwecja)
- Jena (Turyngia)
- Most (Czechy)
- Rennes (Francja)
- Richmond (Stany Zjednoczone)
- San Carlos (Nikaragua)
- Shenzhen (Chiny)
- Stoke-on-Trent (Wielka Brytania)
- Umhausen (Austria)
- Venzone (Włochy)
- Włodzimierz (Rosja)

## Urodzeni w Erlangen
- Lothar Matthäus – piłkarz, wielokrotny kapitan reprezentacji Niemiec
- Emmy Noether – matematyczka i fizyczka
- Georg Ohm – matematyk i fizyk
- Stefan Schwarzmann - perkusista